# 特蘭庫拉河

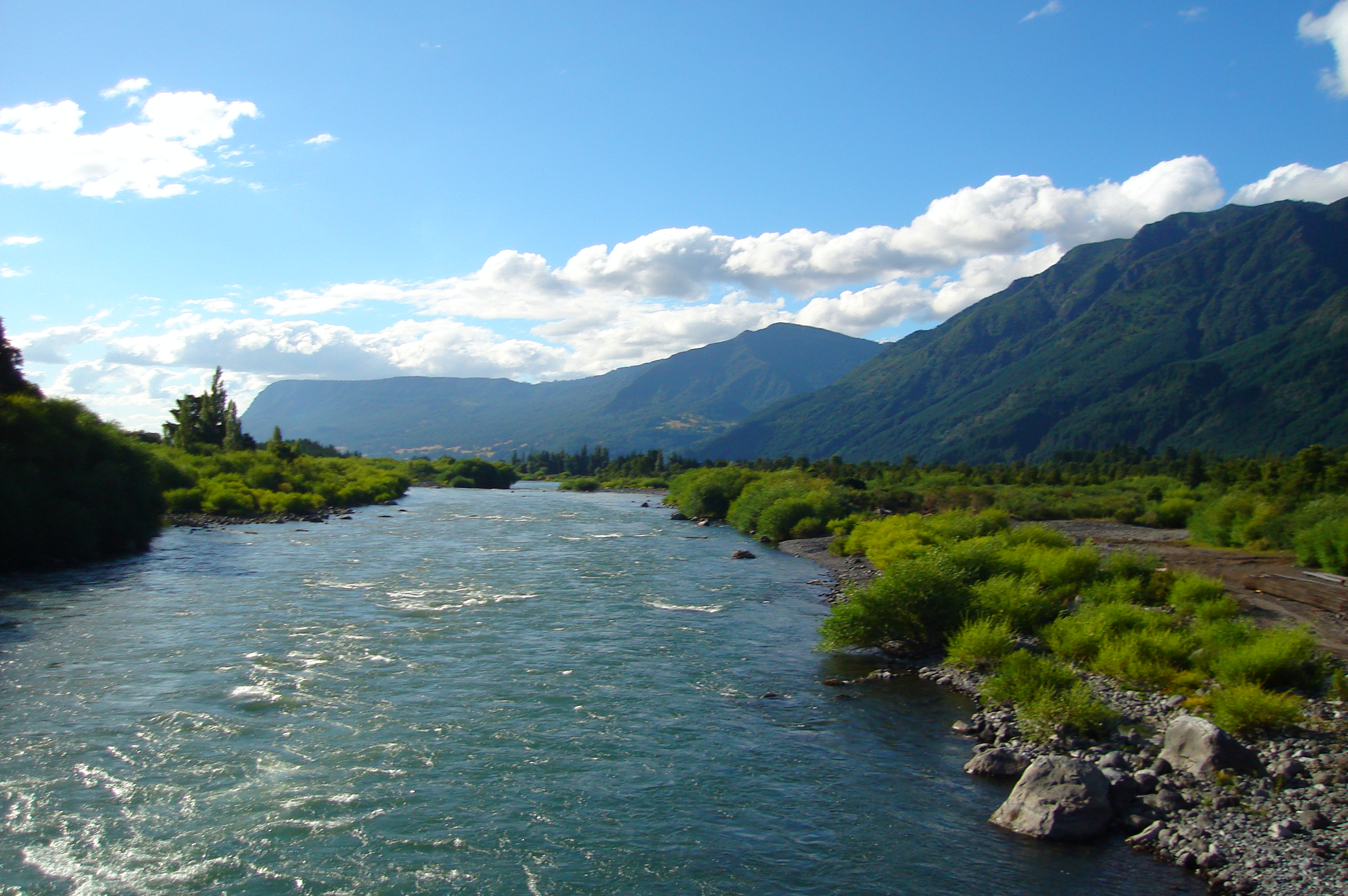
特蘭庫拉河

特蘭庫拉河（西班牙語：Río Trancura）是智利的河流，位於該國南部阿勞卡尼亞大區，河道全長78公里，流經比亞里卡國家公園東南部，最終注入比亞里卡湖。